# Copa del Pacífico 1971
La Copa del Pacífico de 1971 fue la V edición de la Copa del Pacífico. Esta versión del torneo se jugó en las ciudades de Lima en Perú y Santiago en Chile, en partidos de ida y vuelta los días 11 y 18 de agosto.
Ambas selecciones comparten el trofeo, ya que se da un empate total en cuanto a puntos, diferencia de goles y tantos anotados y recibidos. Lo que deja el palmarés empatado en 3 copas para cada selección.

## Partidos

### Partido Ida
| 11 de agosto de 1971, 19:30 | Perú         | 1:0 (0:0) | Chile | Estadio Nacional del Perú, Lima                                         |                                                                         |
|                             | H. Sotil 87' |           |       | Asistencia: 45.000 espectadores Árbitro(s): Alberto Tejada Burga (Perú) | Asistencia: 45.000 espectadores Árbitro(s): Alberto Tejada Burga (Perú) |

### Partido Vuelta
| 18 de agosto de 1971, 18:30 | Chile          | 1:0 (0:0) | Perú | Estadio Nacional de Chile, Santiago de Chile |                       |
|                             | G. Viveros 85' |           |      | Árbitro(s): ? (Chile)                        | Árbitro(s): ? (Chile) |

## Tabla
| Equipo | Pts | PJ | PG | PE | PP | GF | GC | Dif |
| ------ | --- | -- | -- | -- | -- | -- | -- | --- |
| Chile  | 3   | 1  | 0  | 1  | 1  | 0  | 1  | +0  |
| Perú   | 3   | 1  | 0  | 1  | 1  | 0  | 1  | +0  |

| Chile · Perú         |
| Campeón Chile y Perú |